# Cuscuta epithymum subsp. epithymum
Sous-espèce
Cuscuta epithymum subsp. epithymum (cuscute du trèfle ou cuscute blanche) est une sous-espèce de plantes dicotylédones de la famille des Convolvulaceae, originaire de la région paléarctique.
C'est une plante herbacée parasite qui attaque notamment les cultures de luzerne.

## Taxinomie

### Liste des espèces, sous-espèces et variétés
Selon World Checklist of Selected Plant Families (WCSP) (21 octobre 2015) :
- Cuscuta epithymum (L.) L. (1759)
  - variété Cuscuta epithymum var. alba (J.Presl & C.Presl) Trab. (1907)
  - variété Cuscuta epithymum var. angustissima (Engelm.) Yunck. (1932)
  - sous-espèce Cuscuta epithymum subsp. epithymum
  - sous-espèce Cuscuta epithymum subsp. kotschyi (Des Moul.) Arcang. (1882)
    - variété Cuscuta epithymum var. macranthera (Heldr. & Sart. ex Boiss.) Engelm. (1859)
    - variété Cuscuta epithymum var. rubella (Engelm.) Trab. (1907)
    - variété Cuscuta epithymum var. sagittanthera Engelm. (1859)
    - variété Cuscuta epithymum var. scabrella (Engelm.) Yunck. (1932)

### Synonymes
Catalogue of Life (21 octobre 2015) :
- Cuscuta acutiflora Rota
- Cuscuta alba J. & C. Presl
- Cuscuta barbuvea (Brot.) G. Sampaio
- Cuscuta calliopes Engelm.
- Cuscuta campanulata Stokes
- Cuscuta cassiopes Heldr. & Sart.
- Cuscuta epithymiphyta St. Lag.
- Cuscuta filiformis Lam.
- Cuscuta gussoni Gaspar. ex Engelm.
- Cuscuta microcephala Welw. ex Des Moul.
- Cuscuta minor S.F.Gray
- Cuscuta muelleri Strail
- Cuscuta sarothamni Bruegg.
- Cuscuta stenantha Trabut
- Cuscuta stenoloba Bornm. & O. Schwarz
- Cuscuta subulata Tineo
- Cuscuta trifolii Bab. & Gibson
- Cuscuta xanthonema Hort. Par. ex Engelm.
- Epithymum cuscutoides Opiz
- Lepimenes epithymum (L.) Rafin.
- Succuta alba Desmoul.